# Fritz Käpernick

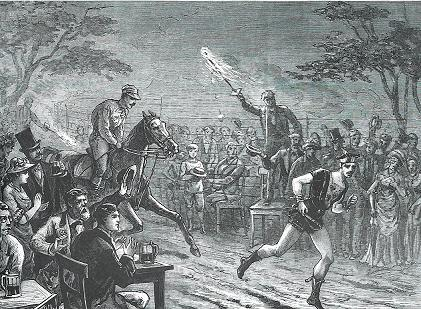
Käpernick 1881 in Leipzig

Fritz Käpernick (* 31. August 1857 in Königsberg in der Neumark; † 4. Februar 1887 in Berlin) war ein bekannter Berliner Schnellläufer.

## Leben
Der gelernte Maurer kam 1876 zum Laufen, als es ihm gelang, bei einem Wettlauf gegen einen berühmten Läufer ein Preisgeld von 300 Mark zu gewinnen. In den 1880er Jahren erregte Käpernick dann durch seine Schnell- und Dauerläufe großes Aufsehen. Die Distanz zwischen Berlin und Wien, rund 600 km, legte er in 92 Stunden zurück. Käpernick reiste mit einem Impresario und in Begleitung seines kleinen Sohnes Max (geb. 1872 oder 1873). Käpernick zeigte seine Kunst nicht nur in Deutschland. Die British Library bewahrt eine Ankündigung eines Kampfes zwischen Käpernick und Charles Bloom aus dem Jahr 1880 auf, der in der Large Hall of the Clapham and Brixton Baths stattfinden sollte. 1881 lief er in einem Wettrennen gegen das Rennpferd Gauklerin. In 20 Runden je ca. eine Meile konnte er das Rennen für sich entscheiden.
Im Jahr 1882 endete die Karriere des Läufers abrupt. Bei einem sogenannten „Grenadier-Lauf“ mit Gewehr und Tornister stürzte der Läufer. Er zog sich durch den Schlag des Gewehrs innere Verletzungen im Brustraum zu, von denen er sich nicht wieder erholte. Er starb 1887 in Berlin an Schwindsucht.
Als sein Nachfolger verstand sich Carl Schimarowsky, der zwischen 1887 und 1894, zeitweise auch mit Käpernicks Sohn Max, als Schnell- und Dauerläufer auftrat.
In Theodor Fontanes Erzählung Mathilde Möhring wird Fritz Käpernick als allgemein bekannt vorausgesetzt, obwohl die Handlung eher nach Käpernicks großer Zeit anzusiedeln ist.
Über gewagte Manipulationen der damaligen Sportmanager berichtet das Kempener Kreisblatt vom 16. Juli 1881: „Während der wahre Fritz Käpernik in Wien herumrennt, bejubelt man in Crefeld auf Haus Heideck einen falschen Käpernick, [...] Auch in Halle tritt gleichzeitig Fritz Käpernick auf. Der Mann ist vielseitig.“ (zitiert aus: Hubertusbote Nr. 124, Feb. 1977, S. 2)